# Saint-Marc Girardin

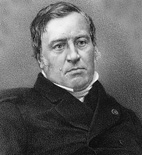
Saint-Marc Girardin.

Saint-Marc Girardin, egentligen François Auguste Marc Girardin, född den 22 februari 1801 i Paris, död den 1 april 1873 i Morsang-sur-Seine, var en fransk författare.